# Roadmanager
Een roadmanager of roady  is in de muziekwereld de persoon die kleine tot middelgrote tournees van artiesten en groepen in goede banen leidt.
Tot de verantwoordelijkheden van een roadmanager behoren o.a.:
- het controleren van de data van de optredens;
- het in orde brengen van de reisaccommodatie;
- het inhuren van plaatselijke technici;
- het regelen van contacten met de media;
- zorgen dat de riders nagekomen worden;
- het afwikkelen van bepaalde financiële zaken;
- het beheren van personeelszaken.

Roadmanagers mogen niet verward worden met tourmanagers. Deze laatsten werken aan middelgrote tot grote tournees. Zij hebben ook meer verantwoordelijkheden en een grotere mate van zelfstandigheid.